# حيوانات أمريكية
حيوانات أمريكية هو فيلم من نوع دراما وجريمة أُصدر في 1 يونيو 2018. الفيلم من توزيع Teodora Film ‏، وهو من إخراج وسيناريو Bart Layton ‏.

## القصة
استنادًا إلى قصة حقيقية، يشرع أربعة شباب في تنفيذ واحدة من أخطر السرقات الفنية في تاريخ الولايات المتحدة الأمريكية تستهدف الاستيلاء على مجموعة من الكتب النادرة من المجموعة الخاصة في مكتبة جامعة ترانسيلفانيا، لكنهم يكتشفوا أن الخطة قد اتخذت لنفسها مسارًا مختلفًا عما خططوا له.

## طاقم التمثيل
- باري كيوغان

## وصلات خارجية
- حيوانات أمريكية على موقع IMDb (الإنجليزية)
- حيوانات أمريكية على موقع ميتاكريتيك (الإنجليزية)
- حيوانات أمريكية على موقع روتن توميتوز (الإنجليزية)
- حيوانات أمريكية على موقع ألو سيني (الفرنسية)
- حيوانات أمريكية على موقع Turner Classic Movies (الإنجليزية)
- حيوانات أمريكية على موقع بوكس أوفيس موجو (الإنجليزية)
- حيوانات أمريكية على موقع فيلمافينيتي (الإسبانية)
- حيوانات أمريكية على موقع قاعدة بيانات الفيلم (الإنجليزية)
- حيوانات أمريكية على موقع ليتربوكسد (الإنجليزية)
- حيوانات أمريكية على موقع كينوبويسك (الروسية)